# Portrait de Juliette Courbet
Ne doit pas être confondu avec Portrait de Juliette.
Portrait de Juliette Courbet est un tableau réalisé par le peintre français Gustave Courbet en 1844. Cette huile sur toile est un portrait à mi-corps de la sœur de l'artiste, Juliette Courbet, née en 1831. La jeune fille y figure aperçue par son profil droit, assise dans un fauteuil au dossier canné, à côté d'une plante en pot et devant un rideau. Don du modèle en 1909, l'œuvre est conservée au Petit Palais, à Paris.

## Galerie

Portraits antérieurs de Juliette par Gustave Courbet
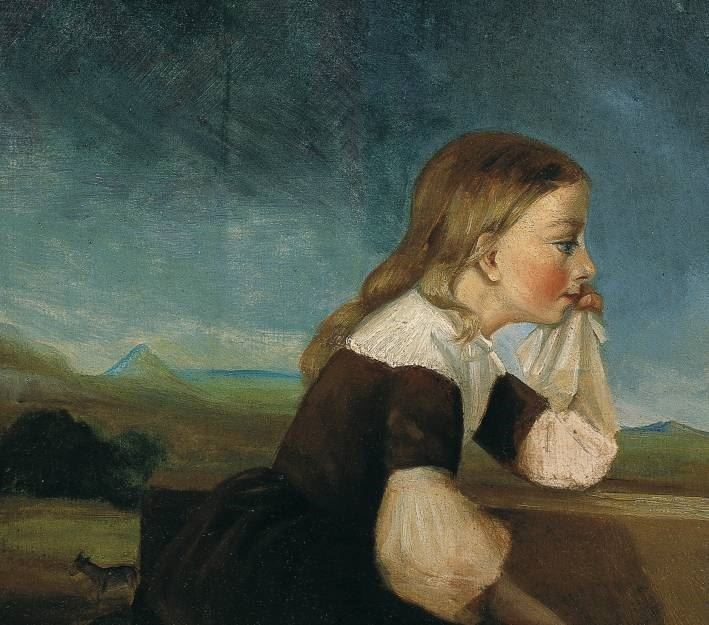
Musée Von-der-Heydt, Wuppertal, 1839.
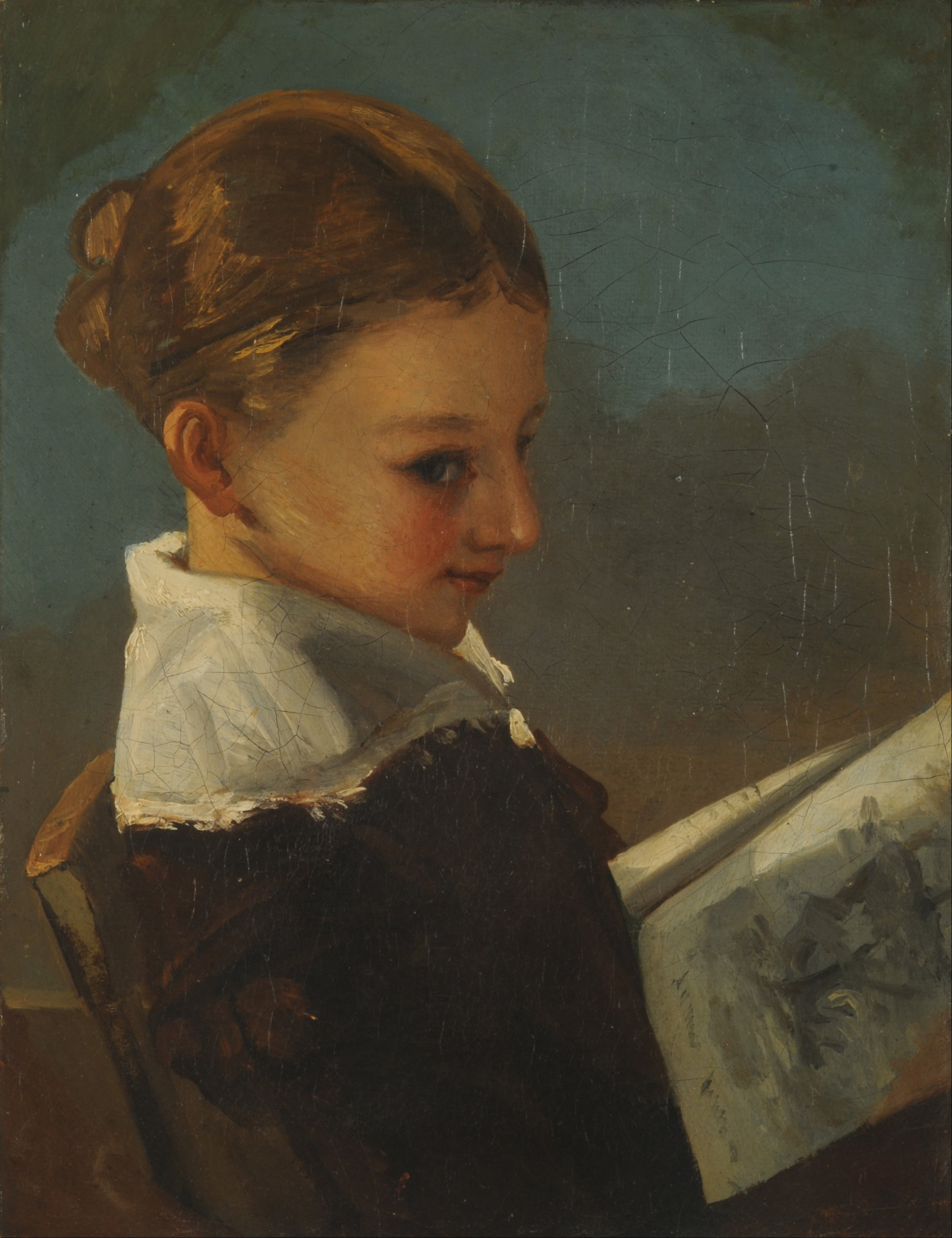
Juliette Courbet âgée de dix ans, Musée national des Beaux-Arts, Buenos Aires, vers 1841.
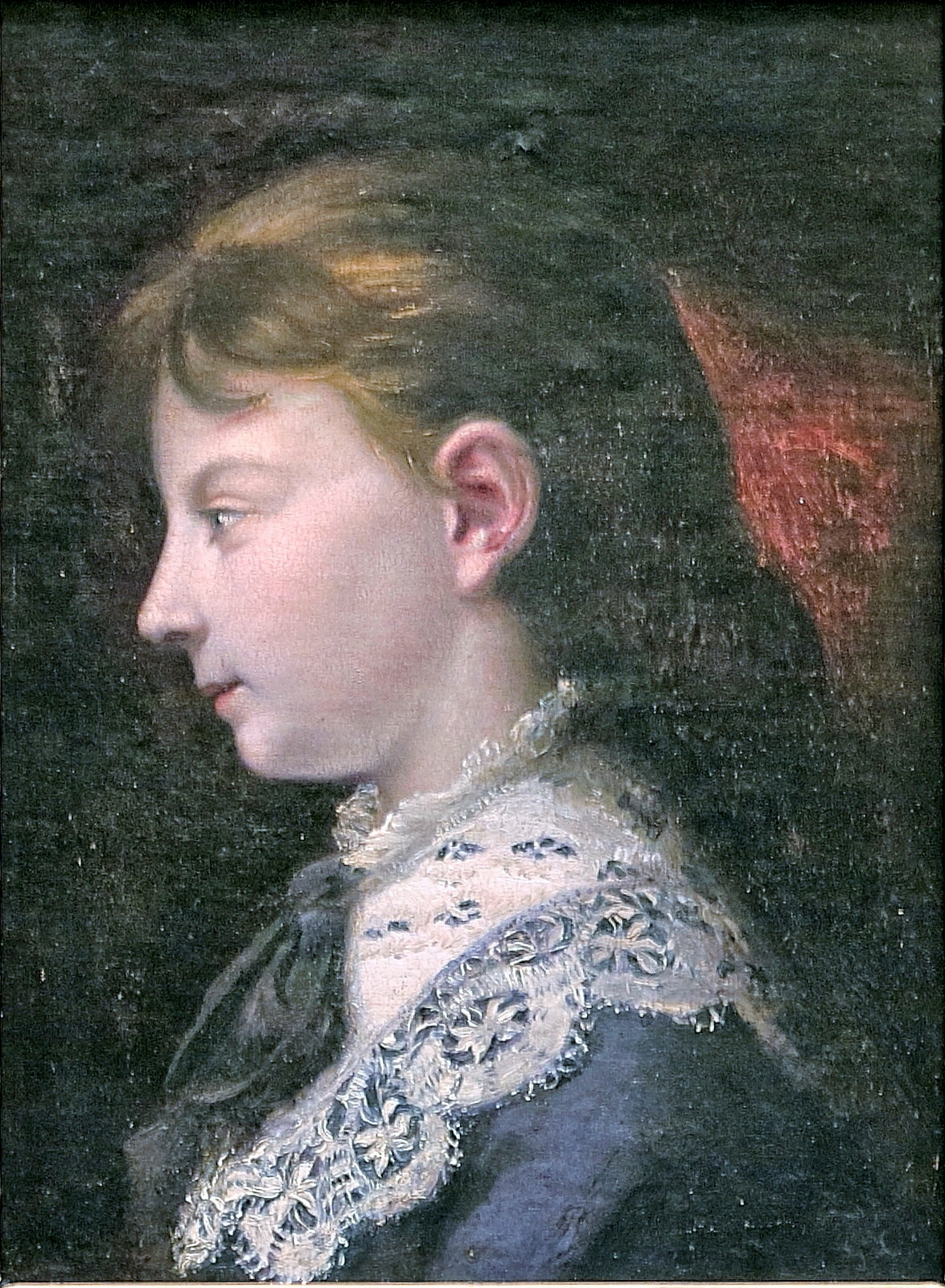
Portrait de Juliette, musée Courbet, Ornans, 1842.